# سرزمین

سرزمین‌ها اصلی و سرزمین‌های وابسته

سرزمین یا خِطه اصطلاحی برای انواع تقسیمات کشوری است و معمولاً منطقه‌ای که زیر نظر حوزه قضایی یک دولت است. در واژه‌شناسی بسیاری از کشورها همچون ایالات متحده و نیجریه این اصطلاح به یک قسمت سازماندهی شده از یک ناحیه که تحت کنترل یک کشور است اما به‌طور رسمی در واحد سیاسی آن کشور در مقایسه با دیگر واحدهای سیاسی چون دیگر ایالت‌ها یا استان‌های آن کشور به‌طور مساوی بسط داده نشده یا شریک نیست. در روابط و سیاست بین‌الملل این اصطلاح به‌طور ویژه برای ناحیه‌ای جغرافیایی و غیر حاکمیتی استفاده می‌شود که یا تحت قدرت کنترل حکومت دیگری است یا اینکه اختیارات حکومت خودگردان که به‌طور معمول به تقسیمات قلمروی دوم داده می‌شود به آن داده نشده‌است یا هر دو.